# The Crystal Ship
The Crystal Ship – piosenka amerykańskiego zespołu The Doors z jego debiutanckiej płyty z 1967 roku, The Doors, Strona B singla "Light My Fire".

## Tekst utworu
Jim Morrison napisał tę piosenkę, zerwawszy ze swą pierwszą miłością. Jej również był dedykowany inny utwór z tej płyty – The End. Tytuł "Crystal Ship" został zainspirowany celtycką legendą zawartą w "The Book of the Dun Cow". Tytułowy "kryształowy statek" reprezentuje w tym utworze LSD. Morrison pytał kolegów z zespołu, który fragment – "a thousand girls, a thousand thrills" ("tysiące dziewcząt, tysiące wzruszeń") czy "a thousand pills, a thousand thrills" ("tysiące pigułek, tysiące wzruszeń") – brzmi lepiej. Ostatni wers, "When we get back, I'll drop a line", był interpretowany jako dotyczący zażycia narkotyku.